# ダイバージェント
『ダイバージェント』（原題: Divergent）は、2014年のアメリカ合衆国のSFアクション映画である。本作は「ダイバージェント・シリーズ」の第1作にあたる。監督はニール・バーガー、主演はシェイリーン・ウッドリー、テオ・ジェームズ、原作はヴェロニカ・ロスのヤングアダルト小説『ダイバージェント 異端者』である。また、製作はダグラス・ウィックとルーシー・フィッシャー、脚本はエヴァン・ドーハティとヴァネッサ・テイラーが担当する。本作は文明滅亡後にディストピアと化したシカゴを舞台とした作品である。なお、本作は北米市場において2014年3月21日に封切られた。

## あらすじ
世界崩壊後のシカゴでは、人類最後の生存者たちが、平和を守るために無欲を司る「アブネゲーション」、平和を司る「アミティ」、高潔を司る「キャンダー」、博学を司る「エリュアダイト」、勇敢を司る「ドーントレス」という5つの共同体（派閥）を作り、200年に渡って平和な社会を営んでいた。ベアトリス・"トリス"・プライアーも審査を受けるが、そのいずれにも属さないダイバージェント「異端者」とみなされてしまう。その判定を受けてまもなく、完璧であるかのように見えていた世界に潜んでいた「邪悪」が姿を現し始める。

## キャスト
※括弧内は日本語吹替。
- ベアトリス・“トリス”・プライアー - シェイリーン・ウッドリー（坂本真綾）
- トビアス・“フォー”・イートン - テオ・ジェームズ（鈴木達央）
- ナタリー・プライアー - アシュレイ・ジャッド（山像かおり）
- エリック - ジェイ・コートニー（高瀬右光）
- マーカス・イートン - レイ・スティーブンソン（菅生隆之）
- クリスティーナ - ゾーイ・クラヴィッツ（志田有彩）
- ピーター・ヘイズ - マイルズ・テラー（後藤ヒロキ）
- アンドリュー・プライアー - トニー・ゴールドウィン（加藤亮夫）
- ケイレブ・プライアー - アンセル・エルゴート（細谷佳正）
- トーリ・ウー - マギー・Q（加藤有生子）
- マックス - メキ・ファイファー（山本格）
- ジェニーン・マシューズ - ケイト・ウィンスレット（岡寛恵）
- ウィル - ベン・ロイド＝ヒューズ
- アル - クリスチャン・マドセン
- モリー - エイミー・ニューボルド
- エドワード - ベン・ラム

## 製作

### 企画
2011年3月、サミット・エンターテイメントはダグラス・ウィックとルーシー・フィッシャーが経営するレッド・ワゴン・エンターテイメントから『ダイバージェント 異端者』の映画化権を購入した。そして、2012年8月23日、ニール・バーガーが本作の監督に選ばれたと報じられた。本作の脚本を担当したエヴァン・ドーハティは「僕はこの作品のもつ力に魅了された。しかし、トリスとフォーのラブストーリーも重要だ。恋愛はトリスというキャラクターの作中における変化と密接にかかわっているんだ。性的な緊張や触れ合いも多いが、どれか一つの要素でも省くようなことをしないという姿勢は大切だ。すべてのものがトリスというキャラクターの成長の糧になるんだ」と述べている。さらに、彼は「脚本を書くのは難しかったよ。なぜなら、原作は壮大なアイデアが数多く、しかも、ぎっしりと詰まった本だったから。原作に忠実であってクールな2時間の映画にするのは本当に難しかった。観客が5つの共同体を思い描くだけでなく、6つ目の共同体である『ダイバージェント』と『ファクションレス』という状態がどんなものなのか分かるようにしなければいけないんだ。だから、原作の世界観をリアリティを持った形で素早く大スクリーン上に作り出せるような脚本を書いた。」と付け加えている。原作者のベロニカ・ロスは本作の脚本に関して、「脚本を読むのはとても面白かったわ。私は一度も脚本というものを読んだことがなかった。私の本のストーリーラインにこれほどまでに忠実なのかと感動した。」と述べている。
当初、本作の予算は4000万ドルを予定していたが、配給元のライオンズゲートは『ハンガー・ゲーム』の成功を受けて、8000万ドルに増額した。

### キャスティング
2012年10月22日、シャイリーン・ウッドリーが主人公トリス・プライアー役に起用されたと報じられた。ルーカス・ティル、ジャック・レイノール、ジェレミー・アーヴァイン、アレックス・ペティファー、アレクサンダー・ルドウィグ、ブレントン・スウェイツ、ルーク・ブレイシーがフォー・イートン役の候補であった。しかし、2013年3月15日、テオ・ジェームズがフォー・イートン役に決定した。
テオは原作のフォーの年齢よりも10歳上だが、原作者のベロニカ・ロスはこのキャスティングを好意的に評価しており「ほんの数秒で彼がフォーだと確信した。何の問題もなかった。テオならフォーの内面の深さと敏感さを表現できるだけでなく、威厳と力強さをも表現できるだろう。」と述べている。また、ロスはテオとシャイリーンの組み合わせについても、「テオはシャイリーンのトリス役の強烈な存在感に太刀打ちできる。考えただけで興奮する。」と述べている。また、プロデューサーはこのキャスティングに関して、「しっかりとフォーを演じられる俳優を探すのに時間がかかった。テオはフォーを完璧に演じるだろう。ベロニカはフォーというある種偶像的なキャラクターを作り上げた。製作開始を待ちきれないよ。一刻も早く世界中の何百万というファンに本作を届けたい。」と述べている。
2013年3月15日、レイ・スティーブンソン、ジェイ・コートニー、アーロン・エッカートの3人にキャスト入りのオファーがあったと報じられた。 結局、スティーブンソンはマーカス・イートン役に、コートニーはエリック役に決定した。2013年1月24日、ケイト・ウィンスレットに本作のオファーがあることが報じられた。ウィンスレットはジャニーヌ・マシューズを演じることが決定した。ウインスレットは初めて悪役を演じることに関して、「私は馬鹿じゃないわ。悪役を一度も演じたことがなくてもアイデアは頭に入ってくる。私は驚くべき類の人間なのよ。」と述べている。ウィンスレットは本作に出演するにあたって、初日の撮影から共演者と距離を置いた。このことに関してウィンスレットは「本当は共演者と距離を置くことなく『大丈夫よ。私、本当は愉快な人間なのよ。』といいたかったわ。でも私は共演者に自分のことをどうしようもないビッチだと思わせたかったの」と述べている。

### 撮影
本作の撮影のほとんどはシカゴで2013年4月から同年7月16日にかけて行われ、室内のシーンの大半はシネスケープ・シカゴ映画スタジオで撮影された。

### ポスト・プロダクション
ポスト・プロダクションは撮影終了後に始まった。2013年7月18日、サミット・エンターテイメントとライオンズゲートは共同で本作をIMAXで配給すると発表した。両社は「我々はIMAXで成果を上げている共同作業を喜んで続けるつもりだ。我々は『ハンガー・ゲーム』シリーズと『トワイライト』シリーズで手を組んだこともある。『ダイバージェント』という我々のヤングアダルトフランチャイズの最新作を、プレミアムIMAXという形で観客の皆様に届けることができてうれしい限りです」という声明を出している。

## 音楽
本作で使用された楽曲はハンス・ジマーとジャンキーXLによって作曲された。2人は以前にも別の映画で一緒に仕事をしたことがある。サウンドトラックに収録する楽曲は音楽スーパーバイザーのランダル・ポスターが選んだ。本作のオリジナルサウンドトラックは本作の公開に先立って、2014年3月11日にインタースコープ・レコードから発売された。

## 配給

### マーケティング
2013年4月23日の『エンターテインメント・ウィークリー』に初めて、ウッドリー演じるトリスの写真が掲載された。また、第66回カンヌ国際映画祭において本作の数秒間の映像が流された。

### 公開
前売り券発売初日だけで、チケットの半分を売り上げた。この記録は、チケット販売サービス会社のFandangoにとって、同じくサミット・エンターテイメントが2008年に配給した『トワイライト〜初恋〜』の記録を上回る、チケット売り上げの新記録であった。

### 興行収入
2014年3月20日の先行上映において、490万ドルを稼ぎ出した。翌21日には3936館で公開され、2280万ドルを稼ぎ出している。最終的に北米での公開初週末には5600万ドルを稼ぎ出し、週末興行収入ランキング1位となった。しかし、この数字は同じくサミット・エンターテインメント配給のヤングアダルト映画『トワイライト〜初恋〜』（2008年）の 初週6963万ドルを下回るものであった。
日本では、2014年7月11日に全国199スクリーンで公開され、動員3万1382人、興収4067万2500円を記録し、週末興行収入ランキング初登場8位となった。

## 評価

### 批評家の評価
本作は否定的な評価を受けている。映画批評集積サイトのロッテン・トマトには197件のレビューがあり、批評家支持率は41％、平均点は10点満点で5.4点となっている。サイト側による批評家の意見の要約は「作品が持つメッセージ性を抑えてしまうにもかかわらず、ヤングアダルト映画の定型に拘ったため、三部作の幕開けを観客の失望で飾ることになった。」となっている。また、メタクリティックには、38件のレビューがあり、加重平均値は48/100となっている。
本作のCinemaScoreはAとなっている。
IGNのマット・パッチズは本作を10点満点で5.8点と評価し、他のヤングアダルト映画との類似点やわざとらしい上にひねりのない脚本に関して言及している。ただし、主演二人の演技に関しては高く評価しており、「今一つな脚本に個性と動きを与えている」と述べている。
フォーブスのスコット・メンデルソンは「ウッドリーの卓越した演技にもかかわらず、ひねりのない脚本のために本作の神話性が大きく崩れた。それでも、原作ファンを満足させうるものにはなっている」と述べている。

### 受賞
| 年   | 賞                               | カテゴリ                   | 対象                                       | 結果       |
| ---- | -------------------------------- | -------------------------- | ------------------------------------------ | ---------- |
| 2014 | MTVムービー・アワード2014        | お気に入りのキャラクター   | ベアトリス・”トリス”・プライアー           | 受賞       |
| 2014 | ティーン・チョイス・アワード2014 | アクション映画賞           |                                            | 受賞       |
| 2014 | ティーン・チョイス・アワード2014 | アクション男優賞           | テオ・ジェームズ                           | 受賞       |
| 2014 | ティーン・チョイス・アワード2014 | アクション女優賞           | シャイリーン・ウッドリー                   | 受賞       |
| 2014 | ティーン・チョイス・アワード2014 | 悪役賞                     | ケイト・ウィンスレット                     | ノミネート |
| 2014 | ティーン・チョイス・アワード2014 | ブレイクアウト賞           | アンセル・エルゴート                       | 受賞       |
| 2014 | ティーン・チョイス・アワード2014 | ブレイクスター賞           | テオ・ジェームズ                           | ノミネート |
| 2014 | ヤング・ハリウッド賞             | ファン選出男優賞           | テオ・ジェームズ                           | ノミネート |
| 2014 | ヤング・ハリウッド賞             | ファン選出女優賞           | シャイリーン・ウッドリー                   | ノミネート |
| 2014 | ヤング・ハリウッド賞             | スクリーン・カップル賞     | シャイリーン・ウッドリーとテオ・ジェームズ | ノミネート |
| 2014 | ヤング・ハリウッド賞             | キャスト賞                 |                                            | ノミネート |
| 2014 | ヤング・ハリウッド賞             | 作品賞                     |                                            | ノミネート |
| 2015 | ピープルズ・チョイス・アワード   | お気に入りのアクション映画 |                                            | 受賞       |

## 続編
2013年5月7日、サミット・エンターテイメントは続編小説『ダイバージェント2 叛乱者』を映画化すると発表し、『ダイバージェントNEO』が2015年3月20日に公開された。